# Carballeda de Valdeorras
Carballeda de Valdeorras è un comune spagnolo di 2 129 abitanti situato nella comunità autonoma della Galizia.

## Parrocchie
- Candeda (San Bernaba)
- Carballeda (San Vincenzo)
- Casaio (Santa Maria)
- Casoio (San Giuliano)
- Domiz (San Bernaba)
- Lardeira (San Tirso)
- A Medua (San Antonio Abate)
- A Portela do Trigal (Sant'Anna)
- Pumares (San Martino)
- Pusmazán (San Matteo)
- Riodolas (Santa Maria)
- Robledo (Santa Maria)
- San Xusto (San Giusto)
- Santa Cruz (Santa Croce)
- Sobradelo (Santa Maria)
- Soutadoiro (Santa Isabella)
- Vila (Santa Maria Madanela)
- Viladequinta (San Pietro)
- as Nogais